# Futari Escape
Futari Escape (jap. ふたりエスケープ Futari esukēpu) – manga autorstwa Shōichieo Taguchiego, publikowana na łamach magazynu „Comic Yuri Hime” wydawnictwa Ichijinsha od lipca 2020 do grudnia 2022.

## Fabuła
Historia opowiada o dwóch młodych kobietach – jednej, zestresowanej rysowniczce komiksów i drugiej, kompletnie leniwej – które próbują uciec od trudów dorosłego życia. Para, znana po prostu jako Senpai i Kouhai, spędza czas dobrze się bawiąc, niezależnie od tego, czy wydają pieniądze na ekstrawaganckie posiłki, czy też wyruszają na jednodniowe wycieczki zamiast wykonywać pracę.

## Publikacja serii
Seria była publikowana w magazynie „Comic Yuri Hime” od 18 lipca 2020 do 16 grudnia 2022. Wydawnictwo Ichijinsha zebrało jej rozdziały w 4 tankōbonach, wydawanych od 18 listopada 2020 do 16 lutego 2023.
W Ameryce Północnej manga została wydana przez Seven Seas Entertainment, natomiast w Polsce prawa do dystrybucji serii nabyło wydawnictwo Studio JG.
| Nr | Język japoński    | Język japoński         | Język polski  | Język polski |
| Nr | Data wydania      | ISBN                   | Data wydania  | ISBN         |
| -- | ----------------- | ---------------------- | ------------- | ------------ |
| 1  | 18 listopada 2020 | ISBN 978-4-75802-182-1 | listopad 2025 |              |
| 2  | 17 marca 2021     | ISBN 978-4-75802-226-2 | —             |              |
| 3  | 18 grudnia 2021   | ISBN 978-4-75802-317-7 | —             |              |
| 4  | 16 lutego 2023    | ISBN 978-4-75802-498-3 | —             |              |

## Odbiór
Seria została nominowana do nagrody Next Manga Award 2021 i 2022 w kategorii manga drukowana i w obu edycjach zajęła 19. miejsce.